# باول آموس
باول آموس (بالإنجليزية: Paul Amos)‏ هو لاعب دارت بريطاني، ولد في 8 أغسطس 1975 في إنجلترا في المملكة المتحدة.

## وصلات خارجية
- باول آموس على موقع DartsDatabase.co.uk (الإنجليزية)